# Przestrzeń wychodu
Przestrzeń wychodu (wychód miednicy) – składa się z dwóch trójkątnych, prawie do siebie prostopadłych płaszczyzn; przedni trójkąt wyznaczają guzy kulszowe i łuk podłonowy, a tylny więzadła krzyżowo-guzowe i wierzchołek kości guzicznej; podstawę obu trójkątów stanowi linia międzykolcowa. Wymiar prosty płaszczyzny wychodu wynosi 9cm, a przy odgięciu kości guzicznej nawet do 11cm; wymiar poprzeczny wynosi 11cm.